# 不来梅的城市乐手

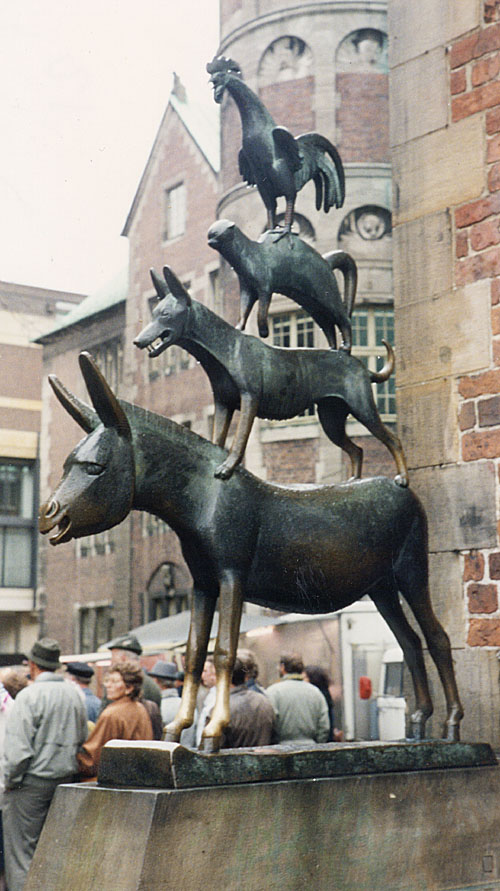
不来梅市政厅左侧的“不来梅城市乐手”雕塑，可以清楚看到驴子被许愿游客摸得发亮的前腿

《不来梅的城市乐手》（德語：Die Bremer Stadtmusikanten），又译作《不来梅音乐家》，德国童话。格林兄弟于1857年将其记录并收入《格林童话》。

## 故事梗概
《不来梅的城市乐手》讲述的是四个动物的故事，牠们是一只鸡、一只猫、一条狗和一头驴。因为牠们年纪太大了，農夫不想再養牠們了。根据驴的建議，决定一起去不来梅做城市乐手。
在去不来梅的路上，動物們发现一间森林小屋，四个强盗正在享受他们的不义之财。四个动物一个站在一个的背上，牠们决定演奏音乐乞求换来一顿饱餐。可是，這個“音乐”得到了意料之外的效果，强盗们不知道这奇怪的声音是什么，逃命去了。动物们进屋美餐了一顿，并决定在屋里过夜。
当天晚上，强盗回到小屋并派其中的一个进屋检查。屋子里一片漆黑，他看到了猫的眼睛在黑暗中发亮，以为那是火炭，凑上前去想要借此点亮手中的蜡烛。这时候，猫用爪子猛打强盗的脸庞，接着驴用腿踢他，狗咬他，最后鸡大声鸣叫着将强盗赶出了屋门。
逃出来的强盗告诉他的同伙，他被一群怪物围攻，有一个巫婆用指甲抓他，有一位巨人用棍子打他，有一隻老虎用牙齒咬他，而最可怕的是有一个魔鬼对着他耳朵尖叫。强盗们放弃了小屋再也没有回来，而动物们则在那里愉快地生活了下去。

## 不来梅的城市乐手雕塑
在不来梅市政厅的左侧，摆放着一尊2米高的铜制雕塑，讲述着这个童话故事，雕塑从上至下分别是主人公鸡、猫、狗和驴，这是德国雕刻家格哈德·马尔克斯（Gerhard Marcks）1951年的作品。
同样的雕塑也摆放在不来梅的友好城市拉脱维亚的首都加，和另一座同样名叫不来梅的德国城市——恩瑟-不来梅（Ense-Bremen）。
许多人相信，如果抱住驴的前腿并且许愿，愿望将会得到实现。雕塑的这个位置因此而被游客摸得发亮。不来梅的城市乐手雕塑是不来梅的标志。

## 背景资料
- 这个童话发源于中世纪，在多个版本中，故事的精髓一直没有改变，那就是弱者（比如矮小的动物等等）通过团结协力能够战胜强者（比如贵族的动物）[2]。19世纪初，格林兄弟记录下了这个故事。
- 这个童话的题目其实是具有误导性的，因为四个动物并没有成为“不来梅的城市乐手”，而且在童话的原版作品中甚至没有提到过不来梅这个城市。童话中的四个动物认为，一个人即使一无是处，但它至少还能够成为一个不来梅的城市乐手，这其实是对当时不来梅的文化质量的讽刺[3]。即便如此，这个童话依旧受到不来梅人的喜爱。

## 其他媒体

1969年苏联拍摄的《不来梅的城市乐手》

这则童话被屡次改编成动画片，电影和戏剧。由美国布偶演员吉姆·韩森创作的著名的大青蛙布偶秀中的一段也取材于《不来梅的城市乐手》。在苏联，这则童话在1969年被改编成了音乐动画片。2000年，在现今的俄罗斯再次被改编为一部长为56分钟的动画片，取名为《新不来梅城市乐手》。1989年，西班牙导演克鲁兹·德尔加多也把它搬上了银幕。
德國 / 比利時動畫《呆萌特務》，為奧斯卡金像獎最佳動畫短片獎導演新作，改編自德國格林童話「不來梅樂隊」，是部現代又歡樂的公路電影。劇情描述有一個小鎮盜竊案頻發生，一隻夢想成為大偵探的貓咪瑪妮為了找出真凶決定離家出走。旅途中的她遇到了一隻自認風度翩公雞伯特，夢想成為馬戲團明星而將自己塗成斑馬的驢子安東以及仇恨人類的看門狗艾維斯。一群呆萌的動物合作，並開始執行神祕危險的任務，追查一群惡名昭彰的小偷，嘗試這世界的新鮮事物。

## 资料来源
1. ↑  . www.planet-wissen.de. 2022-11-09  [2022-11-09]. （原始内容存档于2022-11-09） （德语）.
2. ↑  .   [2007-02-10]. （原始内容存档于2006-10-07）.
3. ↑  . Brasiland.de.   [2007-02-11]. （原始内容存档于2007-09-27）.
4. ↑  . www.animator.ru.   [2022-11-09]. （原始内容存档于2022-11-09）.
5. ↑  Delgado, Cruz, , Estudios Cruz Delgado, Filmayer, 1991-02-07  [2022-11-09], （原始内容存档于2022-11-11）